# Westley Waterless
Westley Waterless – wieś w Anglii, w hrabstwie Cambridgeshire, w dystrykcie East Cambridgeshire. Leży 18 km na wschód od miasta Cambridge i 83 km na północny wschód od Londynu. Miejscowość liczy 155 mieszkańców.